# Rue de Limayrac
Pour les articles homonymes, voir Allée de Limayrac et Chemin de Limayrac.
La rue de Limayrac (en occitan : carrièra de Limairac) est une voie de Toulouse, chef-lieu de la région Occitanie, dans le Midi de la France.

## Situation et accès

### Description
La rue de Limayrac est une voie publique. Elle traverse le quartier de la Côte Pavée, dans le secteur 4 - Est.
Elle correspond à une partie de l'ancien chemin vicinal no 19.
La chaussée compte une voie de circulation automobile dans chaque sens. Elle appartient à une zone 30 et la vitesse y est limitée à 30 km/h. Il n'existe ni piste, ni bande cyclable.

### Voies rencontrées
La rue de Limayrac rencontre les voies suivantes, dans l'ordre des numéros croissants (« g » indique que la rue se situe à gauche, « d » à droite) :
1. Avenue Jean-Rieux
2. Rue Paul-Bonamy (g)
3. Chemin de Lafilaire (g)
4. Rue Gauthier (g)
5. Rue Dieudonné-Costes (d)
6. Rue de Saint-Paër (g)
7. Rue Beau-Soleil (d)
8. Rue Cambigue (g)
9. Rue Raynaud (g)
10. Boulevard Deltour
11. Rue Stéphane-Mallarmé (d)
12. Avenue Balansa (d)
13. Impasse Jéliotte (g)
14. Rue des Jacinthes (g)
15. Impasse de la Terrasse (d)
16. Chemin de Duroux (g)
17. Avenue Lucien-Baroux

### Transports
La rue de Limayrac est parcourue et desservie, entre le boulevard Deltour et l'avenue Lucien-Baroux, par les lignes de bus 2337. Au carrefour de l'avenue Jean-Rieux se trouvent également les arrêts du Linéo L8. C'est également là que se trouvera la station Côte Pavée, sur la future ligne de métro . 
Il existe plusieurs stations de vélos en libre-service VélôToulouse à proximité de la rue de Limayrac : les stations no 206 (20 avenue Armand-Leygue) et no 208 (allée de Limayrac).

## Odonymie
La rue de Limayrac porte le nom de la famille Limairac ou Limayrac. Le premier de ce nom qui est connu est Gabriel de Limairac (1686-1751), marchand et capitoul en 1724. Il possédait sur les pentes de la butte du Calvinet un vaste domaine composé de champs, de vignes, de prés et de bois. Il y avait plusieurs maisons, telle la maison dite « du Roudou » (del Rodon en occitan), qui donna son nom au chemin au XVIIe siècle, dont le nom se retrouve depuis 2000 dans la rue des Roudous, et la métairie de Filaire, qui donna son nom à un chemin tout proche, le chemin de Lafilaire. 

## Patrimoine et lieux d'intérêt

### Ensemble scolaire privé Saint-Joseph
L'ensemble scolaire privé Saint-Joseph comprend une école maternelle et une école élémentaire, un collège et un lycée général et technologique, ainsi qu'une unité professionnelle et un pensionnat.  Il appartient au réseau La Salle France. Il est réalisé sur les plans de l'architecte Paul de Noyers. Les bâtiments sont agrandis en 1974 par les architectes Jean-Pierre Izard et Yvonnick Corlouër. En 1986, un nouvel agrandissement, pour deux salles de classe et un préau, est également dirigé par Jean-Pierre Izard.

### Immeubles et maisons
- no 2 : villa Castaing (1952-1953, Fabien Castaing)[3],[4].

- no 45 : résidence Les Ombrages (1962, Raymond Chini et Robert Armandary)[3],[5].

- no 48 : villa Vignard. 
La villa, de style moderne, est construite en 1958 pour M. Vignard, qui fait appel au jeune architecte Erwin Schulz, qui n'était pas encore diplômé. La villa se compose de deux corps de bâtiment qui distinguent les deux usages – un logement pour la famille Vignard et un atelier pour l'entreprise. L'atelier se présente du côté de la rue, tandis que le logement s'ouvre en arrière sur le jardin. L'atelier est couvert par quatre voûtes en berceau et sa façade est protégée par un claustra de béton. Il est divisé entre deux bureaux, une salle de réception et une grande salle d'exposition. Il est séparé du garage par un passage resserré. Le séjour s'ouvre sur le jardin. Les pièces de service (cuisine, buanderie et escalier) sont regroupés du côté du mur de clôture. Le palier de l'escalier est marqué par un panneau de vitrail en béton, œuvre du maître-verrier toulousain Henri Guérin[6],[7].